# Bitwa pod Brześciem (1792)
Bitwa pod Brześciem miała miejsce 23 lipca 1792 roku podczas wojny polsko-rosyjskiej 1792.
Dowodzący siłami litewskimi Michał Zabiełło chcąc osłonić drogę na Warszawę podzielił swe wojska. Z tego powodu posłał w kierunku Brześcia Litewskiego swego brata Szymona z 2000 żołnierzy. Po przybyciu na miejsce Szymon Zabiełło połączył się z garnizonem miasta zwiększając swe siły do 5000 żołnierzy (w tym wielu rekrutów) złożone z 5 baonów piechoty, kilkunastu szwadronów jazdy i 20 dział. Miał także nadzieję, że w razie czego pomoże mu idąca z Warszawy dywizja koronna generała Byszewskiego, która 22 marca zatrzymała się w Janowie. 
Dowodzący korpusem rosyjskim generał Iwan Fersen (5500 żołnierzy - 5 baonów piechoty, 6 szwadronów jazdy, kozacy i 13 dział oprócz batalionowych), który nie chciał dopuścić, by wojska litewskie Szymona Zabiełły połączyły się w Brześciu z wojskami koronnymi Byszewskiego, 21 lipca wyruszył z Szereszowa. O świcie 23 lipca na skraju Brześcia doszło do pierwszych starć rosyjsko-polskich. Później walka przeniosła się do miasta, skąd Polacy wyparci zostali za Bug, do Terespola. Nie mogąc przeciwstawić się Rosjanom Szymon Zabiełło zarządził odwrót w kierunku Warszawy. Wojska litewskie straciły 300 żołnierzy.

## Literatura
- Mała Encyklopedia Wojskowa, Wydawnictwo Ministerstwa Obrony Narodowej, Warszawa 1967, Wydanie I, Tom 2